# Philip Jacob Thelott den äldre
 Philip Jacob Thelott, född omkring 1635 i Schweiz, död 1710 i Stockholm, var en schweizisk-svensk ur- och instrumentmakare, kopparstickare, träsnittare och målare.
Han var gift första gången med Sara Andersdotter och andra gången med Anna Carsovius och far till Hans Philip, Olof, Philip Jacob och Anna Maria Thelott. Han tillhörde en guldsmeds- och gravörsläkt med ursprung från Augsburg och anlitades troligen i slutet av 1660-talet av Olof Rudbeck för att betjena den studerande ungdomen förnämligast med matematiska och mekaniska instrumenter. 
Han var troligen i grunden utbildad urmakare och fick från 1670 under Rudbecks protektion undervisning i tekniska vetenskaper för att kunna utföra sitt arbete som instrumentmakare vid Uppsala universitet. Som instrumentmakare vid universitetet avlönades han årligen med 180 daler silvermynt och för att dryga ut inkomsten arbetade han samtidigt för Antikvitetskollegiet som urmakare och kopparstickare. Rudbeck var angelägen om att Thelott skulle kvarstanna vid universitet och framhåller hans stora insatser i tillverkning av ett femtiotal nya kompasser sedan flottans förstörts vid en eldsvåda i Skeppsgården i Stockholm under det danska kriget och instrument åt lantmätarna när Ljfland skulle afmätas. Tillsammans med sina barn illustrerade han Olof Rudbecks Atlantica och Campus Elysii. Enbart för det sista verket utförde han omkring 7-8000 träsnitt till de första två delarna men hans träsnitt till tredje delen förstördes i samband med den stora Uppsalabranden 1702. 
Efter Rudbecks död 1702 flyttade han utgammal och sjuklig och med hela sitt livsverk ödelagt till Stockholm där han blev beroende av sin dotter Anna Maria för att kunna klara sitt uppehälle. Thelott är representerad vid Nationalmuseum, Nordiska museet i Stockholm.